# Чаплыгина (Орловская область)
Чаплы́гина — деревня в Болховском районе Орловской области. Входит в состав Багриновского сельского поселения.
Расположена примерно в 2 км к западу от села Фатнево.

## Население
| 2010 |
| ---- |
| 12   |